# 狄奥多拉皇后 (查士丁尼一世)
塞奥多拉（約490年/500年－548年6月28日），或译提奥多拉、狄奥多拉等，是一位東羅馬帝國皇后，也是帝國皇帝查士丁尼一世的妻子。她出身卑微，在丈夫於527年登基後成為皇后。塞奥多拉是查士丁尼的主要政治顧問之一。她被東正教尊為聖人，紀念於11月14日。

## 早年生活

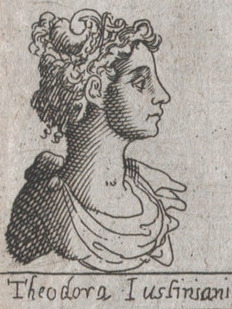
16世紀《羅馬輝煌的鏡子》中的狄奥多拉

她早年生活的大部分內容，包括出生日期和地點，都不確定：後來的資料來源認為她的出生地是敘利亞（東方大區下轄的東方管區一部份）、塞浦路斯（東方管區一部份）、帕夫拉戈尼亞（東方大區下轄的本都管區一部份）或亞歷山大（東方大區下轄的埃及管區一部份）。現代共識似乎是狄奧多拉很可能出生於495年左右，並在君士坦丁堡長大。同時代的史學家普羅科匹厄斯的《秘史》是她婚前生活的主要資料，但一些現代學者認為它常常不可靠且充滿誹謗。大衛·波特寫道，普羅科匹厄斯對狄奧多拉情色生活的描述“很可能是一篇誇張的謾罵”，而且“肯定不是他所寫過的最準確的文字”。
她的父親阿卡修斯是君士坦丁堡競技場綠黨（賽車競技比賽派系）的養熊人。因此，現代學者認為狄奧多拉極有可能是首都（君士坦丁堡）人——普羅科匹厄斯的敘述進一步證實了這一點。 她的母親是一位舞者和演員，名字沒有被記錄下來。她有兩個姊妹，姐姐名叫科米托，妹妹名叫阿納斯塔西亞。她的家族姓氏可能表明她在一個講希臘語的基督教家庭中長大。她童年時父親去世後，母親再婚，但由於一位綠黨官員受賄，放棄了她繼父的職位，導致家庭缺乏收入來源。因此，她的母親在競技場劇場的人群面前介紹她的孩子們向綠黨求情，但綠黨拒絕了她的努力。相反，藍黨同情這個家庭，給了他們這個工作職位。
根據普羅科匹厄斯的《秘史》，狄奧多拉在青春期開始前就開始從事妓女工作，後來加入姐姐科米托擔任舞台演員。普羅科匹厄斯寫道，狄奧多拉表演了一部色情作品來自希臘神話的《麗達與天鵝》，其中她會讓鳥兒吃掉她裸體身上的種子。當時，演員的工作包括在舞台上進行「淫穢表演」以及在舞台下提供性服務。
據說，有一次她（狄奧多拉）去一位名人家中宴請賓客，當所有賓客的目光都集中在她身上時，她竟然爬上了他們腳邊的沙發框架，毫不客氣地當場撩起了衣服，絲毫不在意自己的無恥行徑。儘管她用了三個身體孔口，但她還是會不耐煩地責怪大自然沒有把乳頭上的洞做得更大，這樣她就能設計出更多能用到乳頭的性愛姿勢。她經常懷孕，但幾乎所有已知的技術都能讓她立即墮胎。——普羅科匹厄斯，《秘史》9:17–19（安東尼·卡德里斯譯）（約550年）
同時代的以弗所的約翰也將狄奧多拉描述為“來自妓院”，但“porneion”（在古希臘語中通常意為“妓院”）可以翻譯為描述她的演員生涯。然而，現代人對狄奧多拉性行為的共識是，正如波特所說，普羅科匹厄斯的虛構背後「隱藏著事實的表象」。
後來，狄奧多拉作為赫塞博洛斯的妾前往北非，赫塞博洛斯後來成為利比亞昔兰尼加的總督。 普羅科匹厄斯聲稱，他們的關係在非洲的一場爭吵後破裂。狄奧多拉“生活拮据”，後前往埃及亞歷山大。一些歷史學家推測，她在那裡遇到了基督合一性論（合性派）牧首提摩太三世，並皈依了合性派，但沒有可靠的證據表明此事發生過。她從亞歷山大前往安提阿，在那裡遇到了一位名叫馬其頓的藍黨舞者，此人可能曾擔任查士丁尼的線人。之後，狄奧多拉回到君士坦丁堡，在那裡與查士丁尼相遇。

### 婚姻

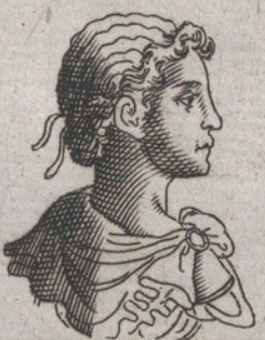
16世紀《羅馬輝煌的鏡子》中的尤菲米娅皇后，她強烈反對養子与塞奥多拉結婚

查士丁尼想娶狄奧多拉，但君士坦丁時代的法律禁止元老院議員與女演員結婚。時任東羅馬皇帝查士丁一世（查士丁尼的舅父兼養父）的妻子尤菲米娅皇后（查士丁尼的舅母兼養母）強烈反對侄子與狄奥多拉結婚，因為她反對狄奥多拉的所謂惡習。普羅科匹厄斯澄清說，只有在尤菲米婭皇后於523年或524年去世後，查士丁尼才得以安排與狄奧多拉的訂婚和婚禮。喪偶的查士丁一世於525年通過了一項法律，允許不同社會階層之間通婚，大概是為了查士丁尼与塞奥多拉。
狄奧多拉有一個私生女，其姓名和生父不詳。允許查士丁尼和狄奧多拉結婚的法律也同樣允許前女演員的子女結婚， 因此，狄奧多拉的女兒嫁給了已故皇帝阿納斯塔修斯一世的一位親戚。執政官阿納斯塔修斯與狄奧多拉的女兒育有一子阿雷奧賓杜斯，後者的女兒阿納斯塔西婭·阿雷奧賓達嫁給了彼得，後者是查士丁尼王朝末代皇帝莫里斯的弟弟。普羅科匹厄斯的《秘史》聲稱狄奧多拉還有一個私生子約翰，他在婚後幾年抵達君士坦丁堡。據普羅科匹厄斯所說，當狄奧多拉得知約翰到來並聲稱與她是親戚時，她秘密地將他送走了，從此杳無音信。一些歷史學家，包括詹姆斯·艾倫·埃文斯，對這一說法提出質疑，因為狄奧多拉公開承認了她的私生女，因此，如果真有私生子，她也會承認。

## 帝國皇后

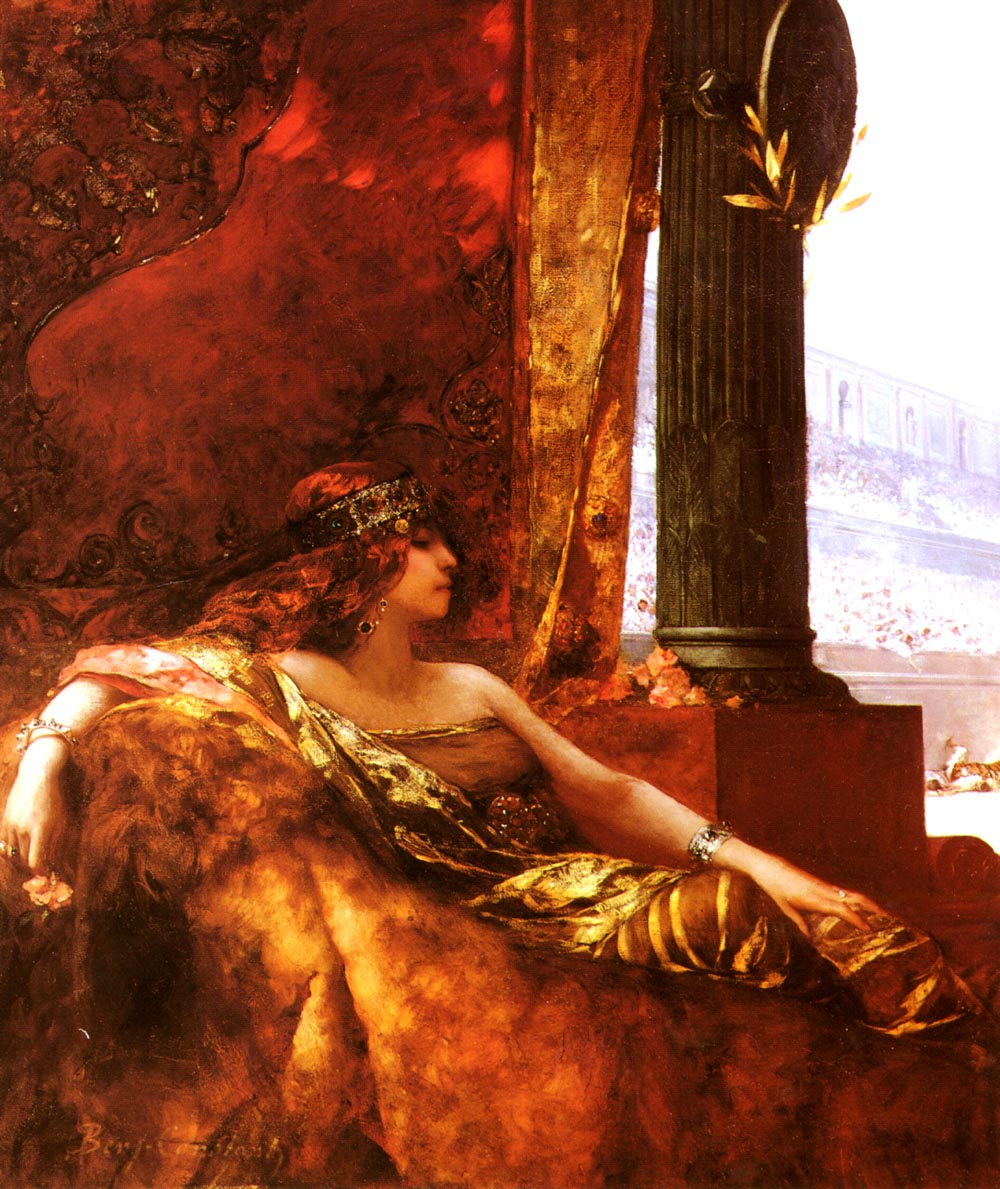
《狄奧多拉皇后在競技場》（让-约瑟夫·本杰明-康斯坦特繪於1887年）

527年8月查士丁尼繼位後（年邁的查士丁早於同年4月1日封查士丁尼為共治皇帝直到他於8月1日駕崩），狄奧多拉加冕為奧古斯塔，成為東羅馬帝國的皇后。根據《秘史》，她協助丈夫做出決策；參與國務會議；並對他擁有巨大的影響力。並且有反貪腐立法規定各省官員必須向皇帝和狄奧多拉宣誓效忠。資料來源普遍認為狄奧多拉性格報復心強，但忠誠而堅定。她不顧後果地透過向臣民灌輸恐懼來鞏固自己的影響力。

### 「紫色的皇袍，就是最美麗的壽衣」

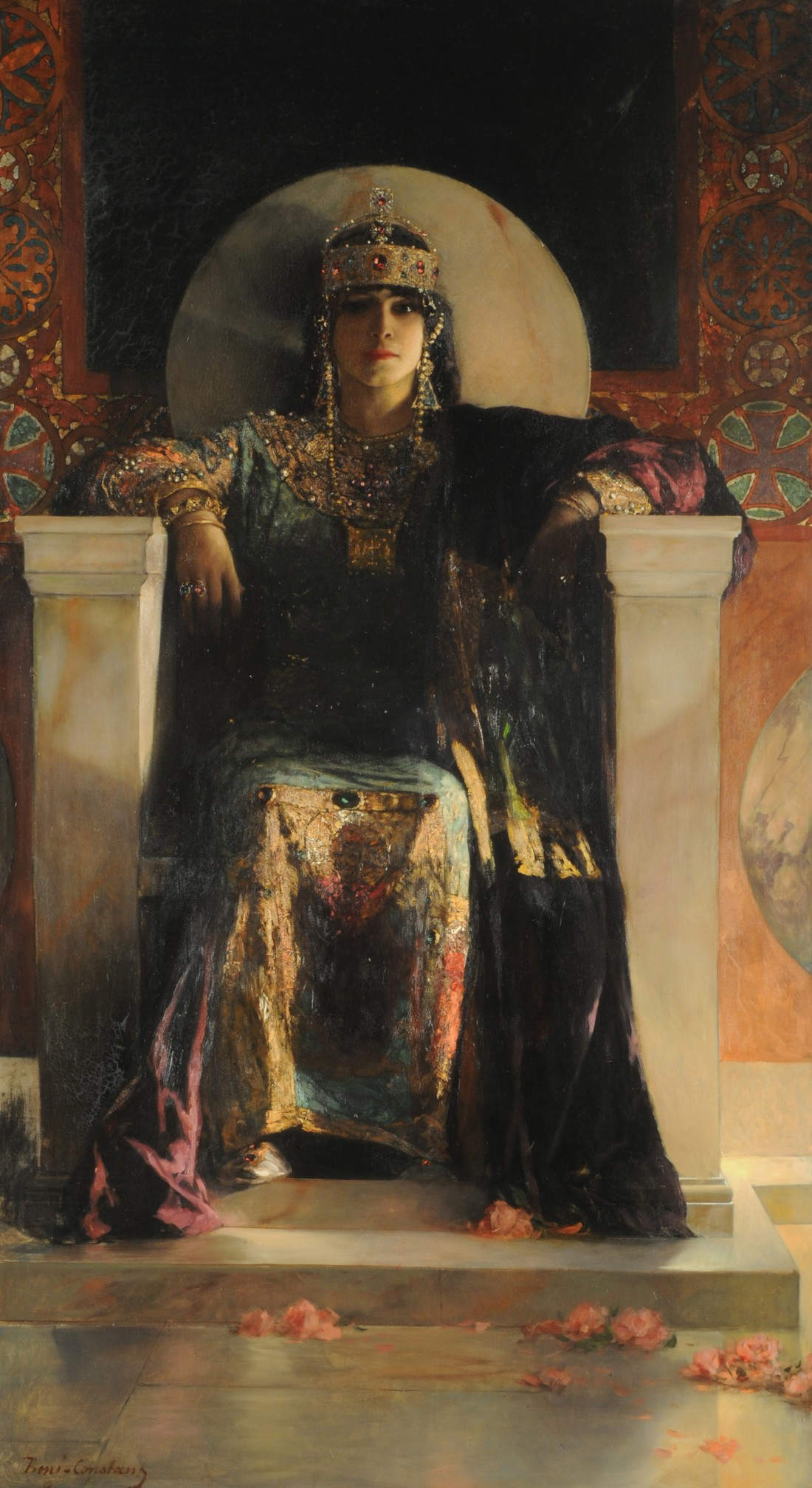
《狄奧多拉》（让-约瑟夫·本杰明-康斯坦特繪於1887年），現藏於國立貝拉斯藝術博物館

6世紀，藍派和綠派這兩個賽車競技比賽派系之間的衝突經常引發街頭暴力。據信，查士丁尼和狄奧多拉都與藍黨結盟。因此，綠黨感到孤立無援，倍感沮喪。532年1月初，兩派爆發暴動，藍綠兩派的領導人均被判死刑，但其中兩名罪犯（一藍一綠）倖免於絞刑。當皇帝對賽車競技團派系赦免這兩人的訴求置之不理時，憤怒的兩派團結起來，齊聲高呼「尼卡！」（希臘語「勝利」之意）。
暴徒們焚燒了許多公共建築，並擁立了新皇帝希帕提烏斯，他是前皇帝阿納斯塔修斯一世的侄子。由於宫廷卫队無法控制狂怒的民眾，查士丁尼和他的官員準備逃跑。根據普羅科匹厄斯記載，狄奧多拉在政府會議上公開反對逃亡，強調了以帝王身分過世而非流亡的意義。
據普羅科匹厄斯記載，狄奧多拉打斷了皇帝及其顧問的談話：
各位大人，目前情況十分危急，我無法遵循女性不得在男性會議中發言的慣例。利益受到極大威脅的人應該只考慮最明智的行動，而不是慣例。在我看來，逃跑並非正確之舉，即使它能讓我們獲得安全。人既然生於世間，不死是不可能的；而人既然已經為王，成為逃亡者更是難以忍受。願我永遠無法脫去這件紫袍，願我永遠無法看到人們不再稱呼我為皇后的那一天。陛下，如果您想自救，這並不難。我們很富有；那邊是大海，那邊是船。然而，試想一下，當你逃到一個安全的地方時，你是否願意用死亡來換取這份安全？至於我，我同意那句諺語：「紫色的皇袍，就是最美麗的壽衣」。
她的演講激勵了包括查士丁尼在內的文武百官。查士丁尼隨後命令剛從波斯返回的將軍貝利薩留和門杜斯率軍殘酷鎮壓君士坦丁堡競技場的暴徒，導致超過3萬名平民叛亂者死亡。儘管他聲稱自己是被暴民勉強擁立為皇帝，但希帕提烏斯和他的兄弟龐培還是被查士丁尼處死了。根據一份資料顯示，這是在狄奧多拉的堅持下發生的。
一些學者認為，普羅科匹厄斯有意將查士丁尼描繪成比他的妻子更懦弱的人，並指出普羅科匹厄斯讓她引用了給臭名昭著的暴君大狄奧尼西奧斯所說的話。將「暴政」（tyrannis）一詞改為「皇家紫色」或「王權」（basileia）可能反映了普羅科匹厄斯想要將狄奧多拉和查士丁尼與古代暴君聯繫起來的意圖。

### 其他政策

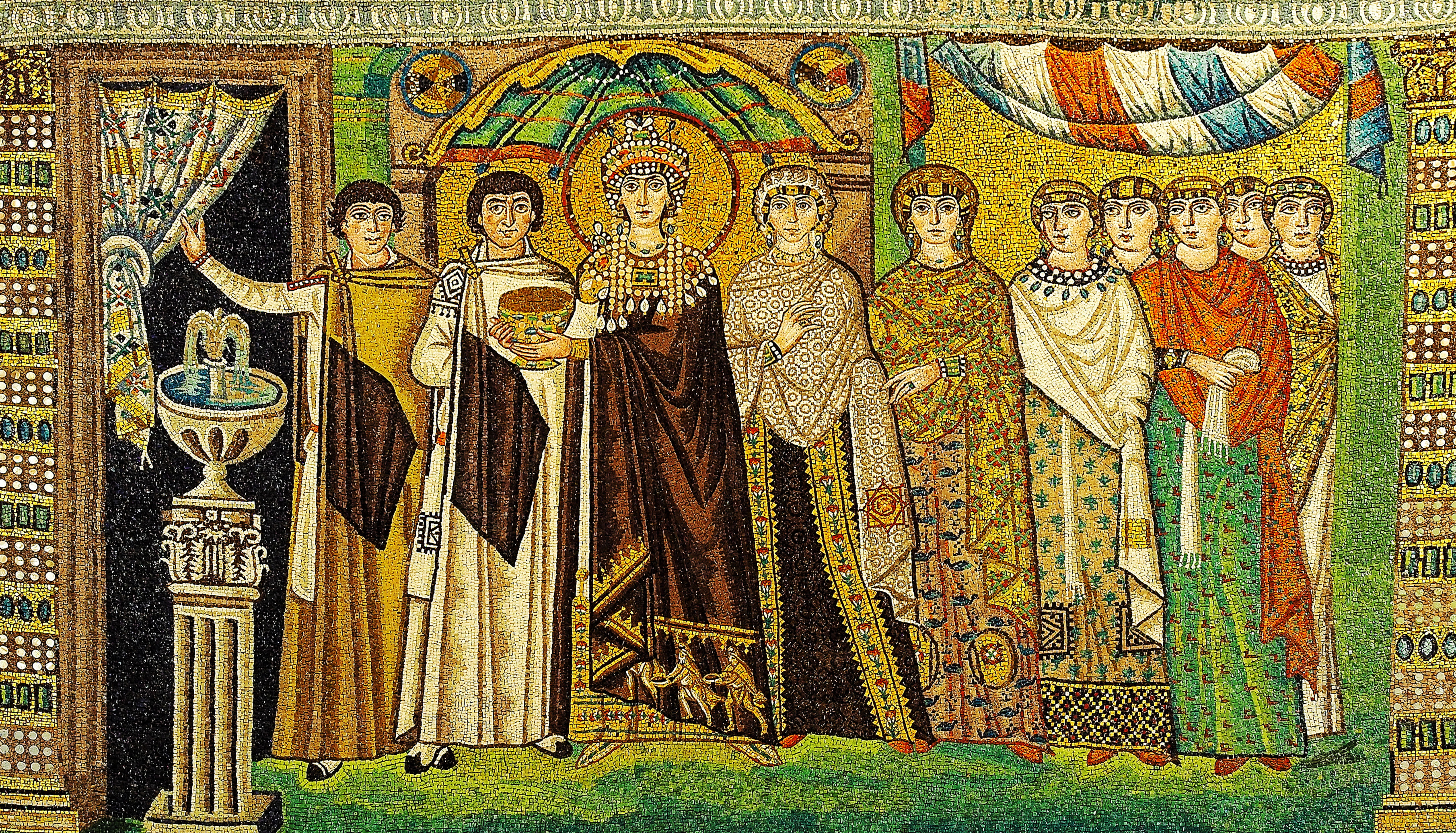
《塞奥多拉皇后与宫女》全图（6世纪）。狄奧多拉的閨密，貝利薩留的妻子安東尼娜 (貝利薩留的妻子)，在狄奥多拉的左方

查士丁尼和狄奧多拉在君士坦丁堡建造了許多新建築，包括大量的教堂，其中最著名的是聖索菲亞大教堂。
狄奧多拉可能是第一位接受皇室歡迎儀式（adoratio）的皇后。據普羅科匹厄斯記載，所有元老院議員，包括貴族，在皇帝夫婦面前時都必須先俯首稱臣並親吻他們的腳。
普羅科匹厄斯對這一儀式的描述得到了詩人科里普斯的證實，下任皇帝查士丁二世和皇后索菲亞也沿用了這樣的“崇拜”。 查士丁尼和狄奧多拉也要求人們稱呼他們為「主人」和「女主人」。
狄奧多拉與东方大区禁衛軍長官卡帕多西亞人約翰不和，因為他的影響力以及約翰在皇帝面前說她壞話。狄奧多拉和她的閨密，查士丁尼手下最著名的將軍貝利薩留的妻子安東尼娜密謀推翻約翰。她也對查士丁尼的表兄日耳曼努斯懷有敵意。相比之下，總督彼得·巴爾西姆斯是她的盟友。她積極牽線搭橋，在已故皇帝阿纳斯塔修斯一世的利奧王朝、既有貴族和查士丁尼王朝之間建立起聯盟網絡。根據《秘史》記載，她曾違背父母意願，試圖將孫子阿納斯塔修斯迎娶貝利薩留和安東尼娜的女兒兼繼承人喬安妮娜。儘管這樁婚事最初遭到拒絕，但兩人最終還是結婚了。她的姐姐科米托與西塔斯將軍的婚姻，以及她的侄女索菲娅與查士丁尼的侄子、即將繼承皇位的查士丁二世的婚姻，都被懷疑是由狄奧多拉一手策劃的。她還接待波斯帝國和外國大使，並向波斯君主喀瓦德一世的妹妹送去信件和禮物。
狄奧多拉致力於幫助弱勢婦女。有一次，她強迫將軍阿塔巴內斯（Artabanes）迎娶查士丁尼的姪女，後者打算娶他拋棄的妻子。她有時會釋放妓女讓她們重獲自由。她在達達尼爾海峽的亞洲一側創建了一座名為「懺悔」（Metanoia）的修道院，讓曾經的妓女得以在那裡自給自足。普羅科匹厄斯的《秘史》聲稱，狄奧多拉非但沒有阻止強迫賣淫，反而「圍捕」了500名妓女，將她們囚禁在修道院裡。她們試圖透過翻牆來逃避「不受歡迎的轉變」。另一方面，編年史家約翰·馬拉拉斯對修道院給予了積極的評價，稱狄奧多拉「將少女們從悲慘的奴役枷鎖中解放出來」。528年，狄奧多拉和查士丁尼下令關閉妓院，並逮捕妓院的管理員和皮條客。她償還了妓女的贖金，將妓女們從囚禁中釋放出來。為了幫助她們開始新生活，她為獲得解放的婦女們提供了衣物，並贈與每人一枚金幣（Nomisma）。
在《戰記》中，普羅科匹厄斯提到狄奧多拉天生傾向於幫助處於困境中的女性，根據《秘史》，她被指控不公平地支持被控通姦的妻子。查士丁尼法典只允許女性因丈夫遭受虐待或妻子發現丈夫明顯通姦而尋求離婚。無論如何，尋求離婚的女性必須提供明確的證據。普羅科匹厄斯形容狄奧多拉和查士丁尼的法律行動導致女性「道德淪喪」。

### 宗教政策
查士丁尼致力於彌合不同基督論支持者之間的分歧，將合性论者（反迦克墩派）納入迦克墩教會。狄奧多拉被認為是合性論者，她在各派爭奪主導地位的持續鬥爭中，反對其丈夫對迦克墩基督教的支持。結果，她被迦克墩派支持者指控為煽動異端邪說、破壞基督教世界的統一。然而，普羅科匹厄斯和埃瓦格里烏斯·斯科拉斯蒂庫斯認為，查士丁尼和狄奧多拉只是假裝互相反對，一些現代歷史學家也持有這種觀點。
一性論運動的關鍵人物以弗所的約翰記載了狄奧多拉在協助教會建設計畫和扶持窮人方面做出的重大貢獻。 她的參與也被認為在保護合性论者免受迦克墩派侵害方面發揮了重要作用。狄奧多拉在錫凱建立了一座合性派修道院，並在宮中為那些面臨大多數迦克墩派基督徒反對的合性派領袖提供庇護，例如安條克的塞維魯和安提穆斯。安提穆斯在狄奧多拉的影響下被任命為君士坦丁堡牧首，在被逐出教會後，他一直藏匿在狄奧多拉的住所，直到她十二年後去世。迦克墩派牧首埃弗拉伊姆在安提阿挑起暴力叛亂時，八位合性派主教受邀前往君士坦丁堡；狄奧多拉熱情接待了他們，並把他們安置在牛狮宫——查士丁尼和狄奧多拉成為皇帝和皇后之前的住所。狄奧多拉堅持在宮中為受迫害的合性派信徒提供庇護，收容了數量驚人的出家人，以至於有一次數百人聚集在一個大房間裡，導致地板塌陷。此外，皇后也參與興建了位於牛狮宫旁的聖謝爾蓋和巴克斯教堂。教堂的題詞至今仍清晰可見，上面寫道：「願他（塞爾吉烏斯）增強神加冕的狄奧多拉的力量，她的心靈充滿虔誠，她孜孜不倦地為窮人提供救濟。」
亞歷山大牧首提摩太三世過世後，狄奧多拉在奧古斯塔總督和埃及公爵的幫助下，推選塞維魯的弟子亞歷山大的狄奧多西為新亞歷山大牧首。就這樣，她戰勝了想要選出迦克墩派繼承人的丈夫。然而，亞歷山大牧首狄奧多西一世和帝國軍隊無法守住亞歷山大，抵禦查士丁尼的迦克墩派追隨者；查士丁尼將牧首和300名合性派信徒流放到色雷斯的德爾庫斯要塞。
當羅馬教宗维理拒絕狄奧多拉要求他解除安提穆斯牧首對教宗亞加一世的逐出令時，她派貝利薩留尋找藉口罷免教宗维理。此事辦妥後，教宗維奇被任命接替他。
在埃及南部的諾巴泰，大約540年，居民皈依了基督合性派。查士丁尼決心讓他們皈依迦克墩派，而狄奧多拉也同樣決心讓他們成為基督合性派。查士丁尼安排來自底比斯的迦克墩派傳教士帶著禮物前往諾巴泰國王西爾科。作為回應，狄奧多拉準備好了她的傳教士，並寫信給底比斯公爵，請他推遲她丈夫的使團，以便基督合性派傳教士能夠先到。公爵非常精明，他挫敗了隨和的查士丁尼，而不是不寬容的狄奧多拉。他確保迦克墩派傳教士的到來被耽擱；當他們最終抵達錫爾科時，卻被遣送離去。諾巴泰人早已皈依了狄奧多西的合性派信條。

## 去世

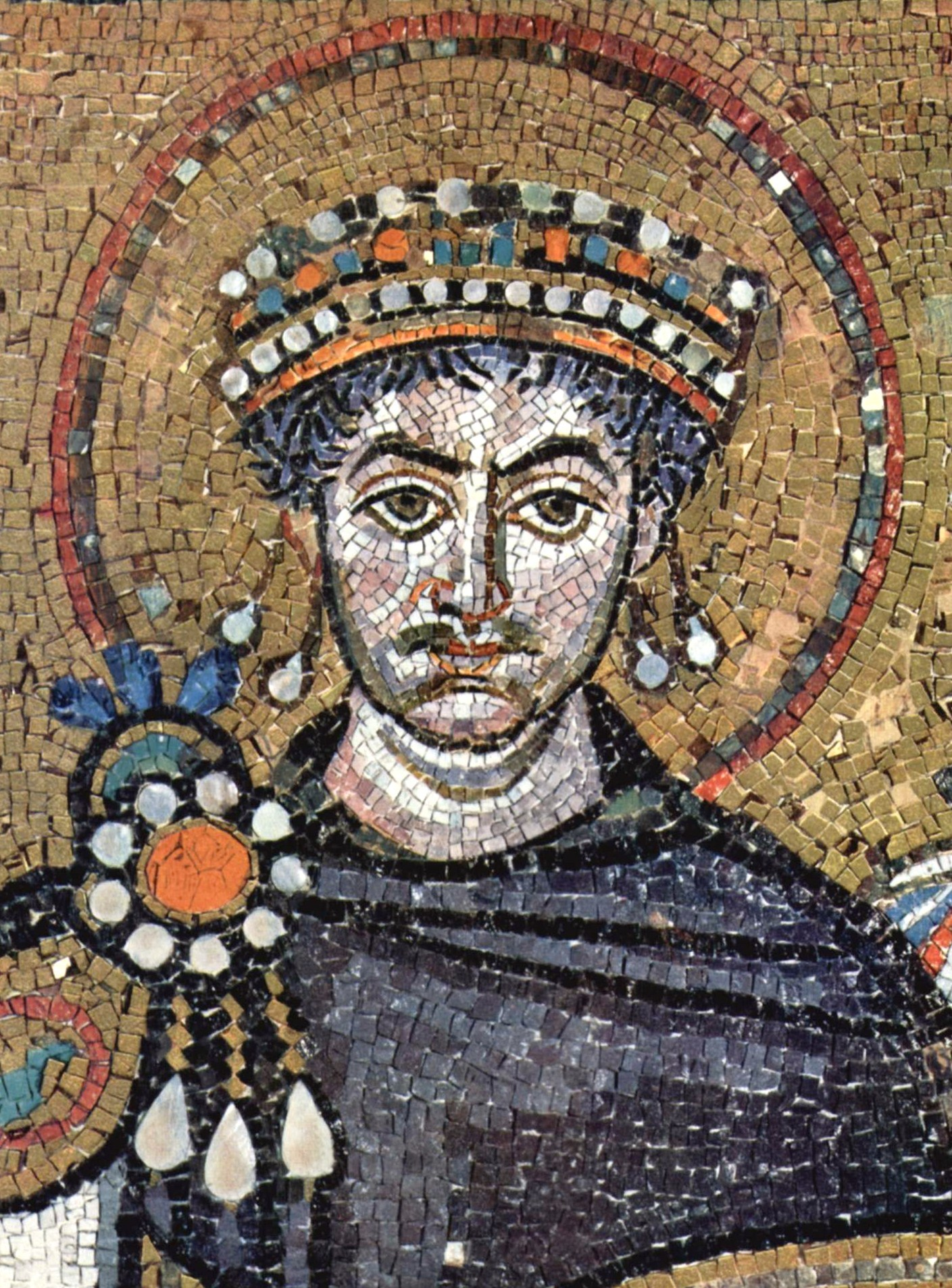
丈夫查士丁尼大帝

狄奧多拉的死因被圖努納的維克托記錄下來，但死因不明；然而，所使用的希臘語術語通常被翻譯為“癌症”。她的去世日期是548年6月28日。後來的記載將狄奧多拉的死因歸咎於乳癌，但原始報告中並未提及這一點，原始報告中使用的「癌症」一詞可能指的是更籠統的「化膿性潰瘍或惡性腫瘤」。她被葬於君士坦丁堡的聖使徒教堂。在她去世11年後，也就是559年的一次遊行中，查士丁尼前往她的墓前，點燃蠟燭以示紀念。

## 家庭和婚姻
- 父亲：阿卡修斯
- 母亲：佚名
- 丈夫：查士丁尼一世（大帝）
- 女儿：塞奥多拉（非婚生，她与查士丁尼一世没有子女）
- 外孙：阿纳斯塔修斯、约翰、阿塔纳塞（塞奥多拉之女）
- 外甥女婿：查士丁二世（她姐姐的女婿，后继承查士丁尼一世的皇位）

## 大眾文化

### 藝術
- 1932年至1934年的作品《著名女性晚餐服務（英语：Famous Women Dinner Service）》[63][64]和1979年的作品《晚宴》均描繪了狄奧多拉的盤子或餐具。[65]

### 書籍
- 《薩蘭廷馬賽克（英语：The Sarantine Mosaic）》（1998年）是蓋伊·加夫里爾·凱（英语：Guy Gavriel Kay）創作的歷史奇幻小說，以東羅馬帝國以及查士丁尼和狄奧多拉的故事為原型。
- 在瑪麗·里德/艾瑞克·梅耶創作的歷史懸疑小說《悲傷一人（英语：John, the Lord Chamberlain series）》中，狄奧多拉是宮內大臣約翰調查的謀殺案的嫌疑犯之一。

### 電影

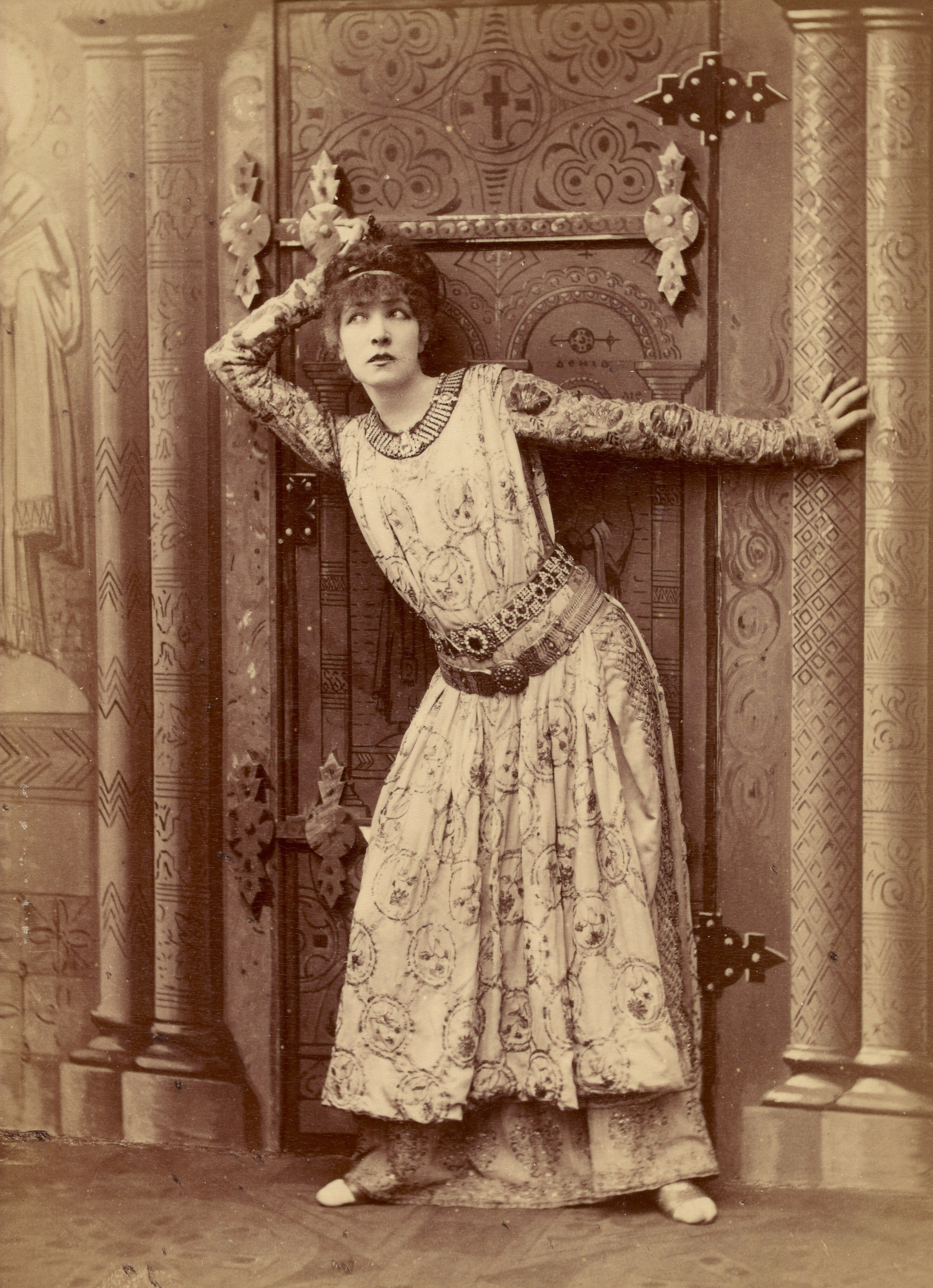
莎拉·伯恩哈特飾演的塞奥多拉

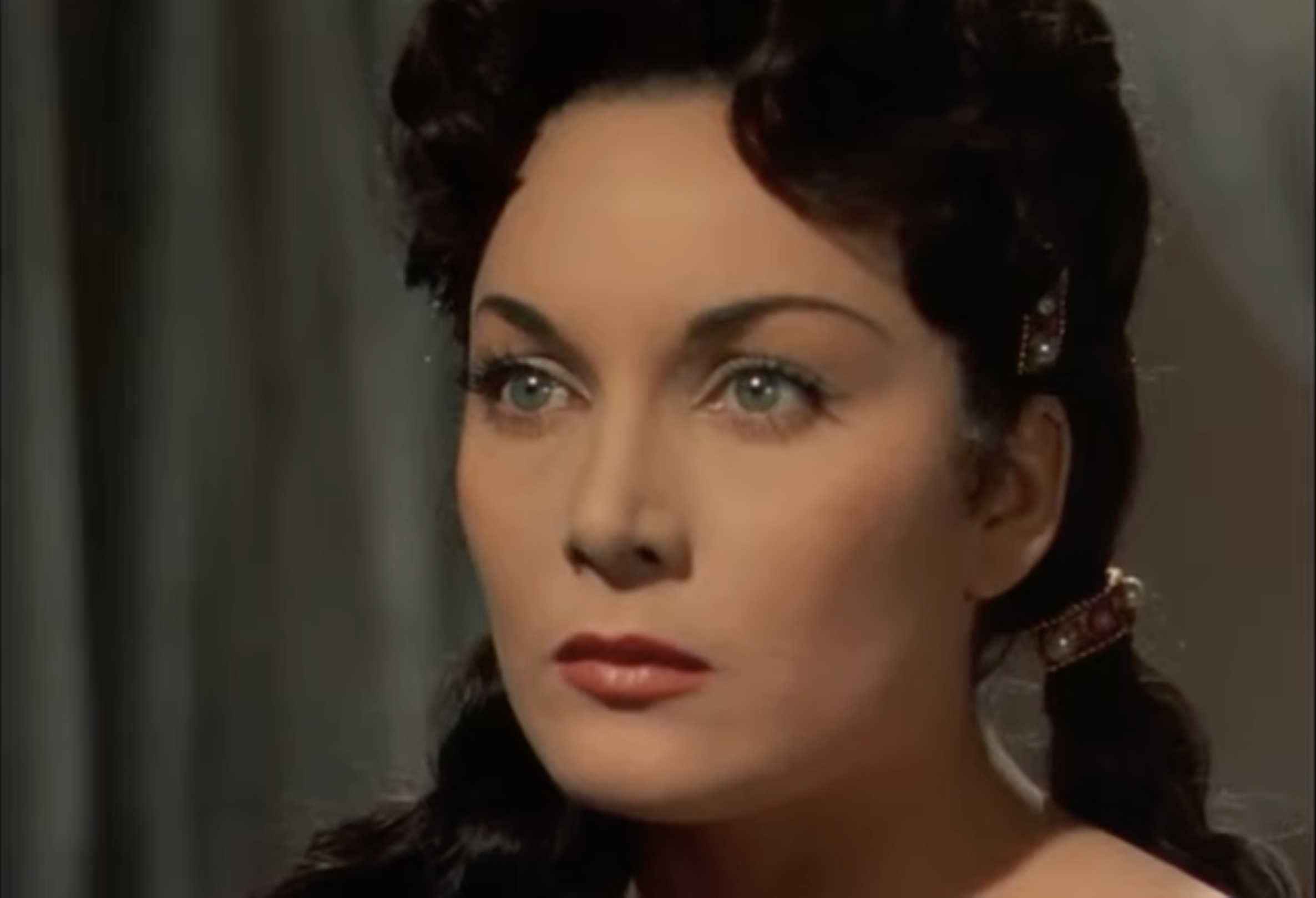
馬麗亞·金奴飾演的塞奧多拉

- 《Teodora imperatrice di Bisanzio（意大利语：Teodora imperatrice di Bisanzio）》，1909年義大利短片，僅9分鐘，艾內士多·馬力亞·帕斯哥利（意大利语：Ernesto Maria Pasquali）導演。
- 《泰奧多拉（英语：Theodora (1921 film)）》（1921年），又名《狄奧多拉》，1921年義大利電影。萊奧波爾多·卡魯奇導演。麗塔·若利維（英语：Rita Jolivet）飾演狄奧多拉。
- 《名花傾國兩相歡》，1954年義大利電影，里卡多·佛瑞達（英语：Riccardo Freda）導演，馬麗亞·金奴（英语：Gianna Maria Canale）飾狄奧多拉皇后。
- 《最後的羅馬人（英语：The Last Roman）》，1968年西德及義大利合拍的電影。由羅伯特·西奧德馬克（英语：Robert Siodmak）、塞爾吉烏·尼古拉斯庫（英语：Sergiu Nicolaescu）、安德魯·馬頓（英语：Andrew Marton）執導。西爾瓦·科希娜（英语：Sylva Koscina）飾演狄奧多拉。
- 《原始羅斯（英语：Primary Russia）》，1985年俄羅斯電影。導演：根納季·瓦西里耶夫（英语：Gennady Vasilyev）。瑪格麗塔·特列霍娃（英语：Margarita Terekhova）飾演狄奧多拉。

### 電子遊戲
- 狄奥多拉出現在《文明帝國系列》的文明帝國V及文明帝國VI，作為東羅馬（拜占庭）帝國的領導者。

## 備註說明
1. ↑  译名塞奥多拉见崔艳红《普罗柯比的世界》、陈志强《拜占庭帝国史》
2. ↑  Seregi Grau, "Theodora: a (not so) Holy Harlot: Procopius' 'Secret History' and the Hagiographic Narrative," Greek, Roman, and Byzantine Studies vol. 63 (2023), pp. 447, 449.
3. ↑  James Allan Evans. . A&C Black. 2011: 9. ISBN 978-1-4411-2040-3.
4. ↑  Michael Grant. From Rome to Byzantium: The Fifth Century A.D.,  Routledge, p. 132
5. 1 2  Foss 2002，第142頁.
6. ↑  See, for example, Evans, James Allan (2002), The Empress Theodora: Partner of Justinian. Austin: University of Texas Press. p.1 ISBN 0-292-79895-4. OCLC 55675917, and David Potter, Theodora: Actress, Empress, Saint (2015) p.8. See also the references in note 1 above.
7. ↑  Potter, note 7 above.
8. ↑  Evans, n. 4 above, p.15, & Potter, n.7 above, p.8
9. ↑  Foss 2002，第165頁.
10. ↑  The Prosopography of the Later Roman Empire 2 Volume Set., J. R. Martindale, 1992 Cambridge University Press, p. 1240.
11. ↑  Garland 1999，第11頁.
12. ↑  Paolo Cesaretti, Theodora: Empress of Byzantium (2003) pp. 15–16; Evans, p. 118
13. ↑  Evans, James Allan. . Austin: University of Texas Press. 2002: 14. ISBN 0-292-79895-4. OCLC 55675917.
14. ↑  Whitby, Michael. . The American Historical Review. 2017-01-31, 122 (1): 226–227. ISSN 0002-8762. doi:10.1093/ahr/122.1.226.
15. ↑  D. Potter, Theodora: Actress, Empress, Saint, (New York: Oxford University Press, 2015), p.27.
16. ↑  E, Gibbon. . UK: Strahan & Cadell, London. 1776: Chapter xl. ISBN 978-0-14-043395-1.
17. 1 2  Procopius, Secret History 9.
18. ↑  Claudine M. Dauphin. . Classics Ireland. 1996, 3: 47–72. JSTOR 25528291. doi:10.2307/25528291. （原始内容存档于23 September 2016）.
19. ↑  Betancourt, Roland. . . Princeton, N. J: Princeton University Press. 2020: 59–60  [8 April 2024]. ISBN 978-0-691-21088-9. doi:10.1515/9780691210889-004.
20. ↑  D. Potter, Theodora: Actress, Empress, Saint (Oxford, 2015), p. 39.
21. ↑  Foss 2002，第167頁.
22. ↑  Potter, n. 7 above, p.28.
23. 1 2  Bryce 1911，第761頁.
24. ↑  Foss 2002，第166頁.
25. ↑  Geoffrey Greatrex, "Euphemia, Wife of Justin I"
26. ↑  Procopius, "Secret History", Chapter 9.47
27. ↑  M. Meier, Justinian, p. 57.
28. 1 2 3  Foss 2002，第169頁.
29. ↑  Code of Justinian, 5.4.23, 1–3
30. ↑  Craven, Maxwell.  1. Gloucestershire, England, U.K.: Fonthill Media. 2020: 578–629  [2 May 2025]. ISBN 9781781557389.
31. ↑  Cameron, Alan. . Greek, Roman and Byzantine Studies. Jan 1, 1978, 19 (3): 259–276  [2 May 2025].
32. ↑  Garland 1999，第14頁.
33. ↑  Evans, James Allan. . Austin: University of Texas Press. 2002: 16. ISBN 0-292-79895-4. OCLC 55675917.
34. ↑  Diehl, Charles. . New York: Alfred A. Knopf. 1963.
35. ↑  Evans, James Allan. . Austin: University of Texas Press. 2002: 40–41. ISBN 0-292-79895-4. OCLC 55675917.
36. ↑  Evans, James Allan. . Austin: University of Texas Press. 2002: 40–42. ISBN 0-292-79895-4. OCLC 55675917.
37. 1 2  Procopius, Wars 1.24.36—37
38. ↑  Hamilton, F. J.; Brooks, E. W. . London: Methuen and Co. 1899: 81.
39. ↑  Pseudo-Zachariah of Mytilene, Syriac Chronicle 9.14; Diehl, ibid.
40. ↑  Moorhead, John. . London. 1994: 47. [缺少ISBN]
41. ↑  Kaldellis 2004，第36–37頁.
42. ↑  Cameron 1976，第136頁.
43. ↑  Lindholmer, Mads Ortving. . Rollinger, Christian; Viermann, Nadine  (编). . Liverpool: Liverpool University Press. 2024: 157–176. ISBN 978-1-80207-593-9.
44. ↑  . 由H.B. Dewing翻译. 1935. 30.21–23
45. ↑  Cameron 1976，第90, 136頁: Corippus 1.155–159
46. ↑  Procopius, Secret History 30.26
47. ↑  Procopius, Secret History 30.24; Malalas, Chronicle 18.467
48. 1 2  Foss 2002，第163頁.
49. ↑  Anderson & Zinsser, Bonnie & Judith. . New York: Harper & Row. 1988: 48.[缺少ISBN]
50. ↑  John Malalas, The Chronicle of John Malalas, 18.440.14–441.7
51. ↑  Grau, Sergi; Febrer, Oriol. . Byzantinische Zeitschrift. 2020-08-01, 113 (3): 783. ISSN 1868-9027. S2CID 222004516. doi:10.1515/bz-2020-0034  （英语）.
52. ↑  Cameron 1985，第81–82頁.
53. ↑  Kaldellis 2023，第277–288頁.
54. ↑  John Bishop of Ephesus. . Oxford: Oxford University Press. 1860: Part 3 – Book 1 – Chapter 57.
55. ↑  Barker, John Wesley. . Wisconsin: Univ of Wisconsin Press. 1966. ISBN 978-0-299-03944-8.
56. ↑  Foss 2002，第144頁.
57. ↑  Foss 2002，第148頁.
58. ↑  Potter, n.7 above, p.202.
59. ↑  Anderson & Zinsser, Bonnie & Judith. . New York: Harper & Row. 1988: 48.
60. 1 2  Harding, Fred. . Tekline. 2007. ISBN 978-0-9554221-0-2.
61. ↑  Potter, n.7 above, p.202.
62. ↑  Constantine Porphyrogennetos, The Book of Ceremonies, 1, Appendix 14.
63. ↑  Leaper, Hannah. . The Paul Mellon Centre for Studies in British Art: 5. 2017  [24 February 2024].
64. ↑  Grindley, Jennifer. . Charleston Trust. 4 March 2021  [24 February 2024].
65. ↑  Place Settings. Brooklyn Museum. Retrieved on 2015-08-06.